# Kafula Ngoie
Kafula Ngoie (11 novembre 1945) è un ex calciatore della Repubblica Democratica del Congo, di ruolo centrocampista.

## Carriera
Insieme alla Nazionale di calcio della Repubblica Democratica del Congo vinse la Coppa d'Africa 1974 e si qualificò e partecipò al campionato del mondo 1974, che non giocò.

## Palmarès

### Nazionale
- Coppa d'Africa: 1

Egitto 1974